# 山鹿市立岳間小学校
山鹿市立岳間小学校（やまがしりつ たけましょうがっこう）は、熊本県山鹿市鹿北町多久にあった小学校。

## 沿革
- 1896年7月17日 - 多久尋常小学校、椎持尋常小学校が合併し現在地に獄間尋常小学校創立。
- 1905年4月15日 - 高等科設置。獄間尋常高等小学校と改称。
- 1908年3月28日 - 高等科廃止。獄間尋常小学校と改称。
- 1912年3月20日 - 茂田井分校設置。
- 1912年4月1日 - 高等科を設置し、獄間尋常高等小学校と改称。
- 1928年3月31日 - 茂田井分校廃止。
- 1941年4月1日 - 獄間国民学校と改称。
- 1947年4月1日 - 岳間村立岳間小学校と改称。
- 1954年4月1日 - 鹿北村立鹿北第一小学校と改称。
- 1963年12月1日 - 鹿北町立鹿北第一小学校と改称。
- 1982年4月1日 - 鹿北町立岳間小学校と改称。
- 2005年1月15日 - 山鹿市立岳間小学校と改称。
- 2013年4月1日 - 山鹿市立岩野小学校、山鹿市立広見小学校と統合し山鹿市立鹿北小学校へ